# Panonychus
Panonychus is een geslacht uit de familie Tetranychidae (spintmijten). De wetenschappelijke naam werd gepubliceerd in 1929 door Yokoyama.

## Soorten
Het genus bevat de volgende soorten:

- Panonychus akitanus Ehara, 1978
- Panonychus bambusicola Ehara & Gotoh, 1991
- Panonychus caglei Mellot, 1968
- Panonychus caricae Hatzinikolis, 1984
- Panonychus citri (McGregor, 1916)
- Panonychus elongatus Manson, 1963
- Panonychus globosus Tseng, 1974
- Panonychus hadzhibejliae (Reck, 1947)
- Panonychus inca de Vis & de Moraes, 2002
- Panonychus lishanensis Tseng, 1990
- Panonychus mori Yokoyama, 1929
- Panonychus osmanthi Ehara & Gotoh, 1996
- Panonychus pusillus (Ehara & Gotoh, 1987)
- Panonychus spinigerus (Lucas, 1849)
- Panonychus thelytokus Ehara & Gotoh, 1992
- Panonychus ulmi (C.L. Koch, 1836)